# Пелгостров
Пелгостров — деревня в составе Куганаволокского сельского поселения Пудожского района Республики Карелия, комплексный памятник истории.

## Общие сведения
Расположена на острове Пелгостров в центральной части озера Водлозеро.

## Население
Численность населения в 1905 году составляла 98 человек.
| 2002 | 2010 | 2013 |
| ---- | ---- | ---- |
| 1    | ↘0   | →0   |